# Grand Prix automobile de Charlotte 2020
La 1re édition du Grand Prix automobile de Charlotte 2020 (officiellement appelé le 2020 MOTUL 100% Synthetic Grand Prix) a été une course de voitures de sport organisée sur le circuit du Charlotte Motor Speedway à Concord, aux États-Unis, qui s'est déroulée du 9 octobre 2020 au 10 octobre 2020. Il s'agissait de la huitième manche manche du championnat United SportsCar Championship 2020 et les catégories GTLM et GTD du championnat ont participé à la course.

## Qualifications

### Classement de la course
Voici le classement provisoire au terme de la course.
- Les vainqueurs de chaque catégorie sont signalés par un fond jauni.
- Pour la colonne Pneus, il faut passer le curseur au-dessus du modèle pour connaître le manufacturier de pneumatiques.

| Pos | Classe | no  | Écurie                                                   | Pilotes                              | Châssis                         | Pneus | Tours | Temps                           |
| Pos | Classe | no  | Écurie                                                   | Pilotes                              | Moteur                          | Pneus | Tours | Temps                           |
| --- | ------ | --- | -------------------------------------------------------- | ------------------------------------ | ------------------------------- | ----- | ----- | ------------------------------- |
| 1   | GTLM   | 3   | Corvette Racing                                          | Antonio García Jordan Taylor         | Chevrolet Corvette C8.R         | M     | 62    | 1 h 40 min 08 s 170             |
| 1   | GTLM   | 3   | Corvette Racing                                          | Antonio García Jordan Taylor         | Chevrolet LT 5,5 l V8 Atmo      | M     | 62    | 1 h 40 min 08 s 170             |
| 2   | GTLM   | 24  | BMW Team RLL                                             | Jesse Krohn John Edwards             | BMW M8 GTE                      | M     | 62    | + 1 s 474                       |
| 2   | GTLM   | 24  | BMW Team RLL                                             | Jesse Krohn John Edwards             | BMW S63 4,0 l V8 Bi-Turbo       | M     | 62    | + 1 s 474                       |
| 3   | GTLM   | 25  | BMW Team RLL                                             | Bruno Spengler Connor De Phillippi   | BMW M8 GTE                      | M     | 62    | + 2 s 059                       |
| 3   | GTLM   | 25  | BMW Team RLL                                             | Bruno Spengler Connor De Phillippi   | BMW S63 4,0 l V8 Bi-Turbo       | M     | 62    | + 2 s 059                       |
| 4   | GTD    | 96  | Turner Motorsport                                        | Bill Auberlen Robby Foley            | BMW M6 GT3                      | M     | 61    | + 1 tour                        |
| 4   | GTD    | 96  | Turner Motorsport                                        | Bill Auberlen Robby Foley            | BMW P63 4,4 l V8 Turbo          | M     | 61    | + 1 tour                        |
| 5   | GTD    | 16  | Wright Motorsports                                       | Ryan Hardwick Patrick Long           | Porsche 911 GT3R                | M     | 61    | + 1 tour                        |
| 5   | GTD    | 16  | Wright Motorsports                                       | Ryan Hardwick Patrick Long           | Porsche 4,2 L Flat-6 Atmo       | M     | 61    | + 1 tour                        |
| 6   | GTD    | 23  | The Heart of Racing                                      | Ian James Roman De Angelis           | Aston Martin Vantage AMR GT3    | M     | 61    | + 1 tour                        |
| 6   | GTD    | 23  | The Heart of Racing                                      | Ian James Roman De Angelis           | Aston Martin 4.0 L V8 Bi-Turbo  | M     | 61    | + 1 tour                        |
| 7   | GTD    | 12  | AIM Vasser-Sullivan                                      | Michael De Quesada Townsend Bell     | Lexus RC F GT3                  | M     | 61    | + 1 tour                        |
| 7   | GTD    | 12  | AIM Vasser-Sullivan                                      | Michael De Quesada Townsend Bell     | Lexus 5,0 l V8                  | M     | 61    | + 1 tour                        |
| 8   | GTD    | 57  | Heinricher Racing avec Curb Agajanian Performance Group  | Alvaro Parente Misha Goikhberg       | Acura NSX GT3 Evo               | M     | 61    | + 1 tour                        |
| 8   | GTD    | 57  | Heinricher Racing avec Curb Agajanian Performance Group  | Alvaro Parente Misha Goikhberg       | Acura 3,5 l V6 Turbo            | M     | 61    | + 1 tour                        |
| 9   | GTD    | 30  | Team Hardpoint                                           | Rob Ferriol Spencer Pumpelly         | Audi R8 LMS GT3                 | M     | 61    | + 1 tour                        |
| 9   | GTD    | 30  | Team Hardpoint                                           | Rob Ferriol Spencer Pumpelly         | Audi 5.2 L V10 Atmo             | M     | 61    | + 1 tour                        |
| 10  | GTD    | 86  | Meyer Shank Racing avec Curb Agajanian Performance Group | Mario Farnbacher Matt McMurry        | Acura NSX GT3 Evo               | M     | 61    | + 1 tour                        |
| 10  | GTD    | 86  | Meyer Shank Racing avec Curb Agajanian Performance Group | Mario Farnbacher Matt McMurry        | Acura 3,5 l V6 Turbo            | M     | 61    | + 1 tour                        |
| 11  | GTD    | 14  | AIM Vasser-Sullivan                                      | Aaron Telitz Jack Hawksworth         | Lexus RC F GT3                  | M     | 61    | + 1 tour                        |
| 11  | GTD    | 14  | AIM Vasser-Sullivan                                      | Aaron Telitz Jack Hawksworth         | Lexus 5,0 l V8                  | M     | 61    | + 1 tour                        |
| 12  | GTD    | 76  | Compass Racing                                           | Jeff Kingsley Paul Holton            | McLaren 720S GT3                | M     | 60    | + 2 tours                       |
| 12  | GTD    | 76  | Compass Racing                                           | Jeff Kingsley Paul Holton            | McLaren M840T 4,0 l V8 Bi-Turbo | M     | 60    | + 2 tours                       |
| 13  | GTD    | 74  | Riley Motorsports                                        | Gar Robinson Lawson Aschenbach       | Mercedes-AMG GT3                | M     | 60    | + 2 tours                       |
| 13  | GTD    | 74  | Riley Motorsports                                        | Gar Robinson Lawson Aschenbach       | Mercedes-AMG M159 6,2 l V8      | M     | 60    | + 2 tours                       |
| 14  | GTLM   | 4   | Corvette Racing                                          | Oliver Gavin Tommy Milner            | Chevrolet Corvette C8.R         | M     | 54    | Abandon (Accident)              |
| 14  | GTLM   | 4   | Corvette Racing                                          | Oliver Gavin Tommy Milner            | Chevrolet LT 5,5 l V8 Atmo      | M     | 54    | Abandon (Accident)              |
| 15  | GTD    | 44  | GRT Magnus                                               | John Potter Andy Lally               | Lamborghini Huracán GT3 Evo     | M     | 25    | Abandon (défaillance des pneus) |
| 15  | GTD    | 44  | GRT Magnus                                               | John Potter Andy Lally               | Lamborghini 5,2 l V10 Atmo      | M     | 25    | Abandon (défaillance des pneus) |
| 16  | GTD    | 22  | Gradient Racing                                          | Till Bechtolsheimer Marc Miller (en) | Acura NSX GT3 Evo               | M     | 22    | Abandon (Accident)              |
| 16  | GTD    | 22  | Gradient Racing                                          | Till Bechtolsheimer Marc Miller (en) | Acura 3,5 l V6 Turbo            | M     | 22    | Abandon (Accident)              |
| 17  | GTLM   | 911 | Porsche GT Team                                          | Nick Tandy Frédéric Makowiecki       | Porsche 911 RSR-19              | M     | 8     | Abandon (Accident)              |
| 17  | GTLM   | 911 | Porsche GT Team                                          | Nick Tandy Frédéric Makowiecki       | Porsche 4,2 L Flat-6 Atmo       | M     | 8     | Abandon (Accident)              |
| 18  | GTLM   | 912 | Porsche GT Team                                          | Earl Bamber Laurens Vanthoor         | Porsche 911 RSR-19              | M     | 4     | Abandon (Accident)              |
| 18  | GTLM   | 912 | Porsche GT Team                                          | Earl Bamber Laurens Vanthoor         | Porsche 4,2 L Flat-6 Atmo       | M     | 4     | Abandon (Accident)              |

## Pole position et record du tour
- Pole position :  Jordan Taylor (#3 Corvette Racing) en 1 min 14 s 278
- Meilleur tour en course :  Connor De Phillippi (#25 BMW Team RLL) en 1 min 26 s 655

## Tours en tête
- no 3 Chevrolet Corvette C8.R - Corvette Racing : 20 tours (1-3 / 11 / 47-62)[2]
- no 24 BMW M8 GTE - BMW Team RLL : 42 tours (4-10 / 12-46)

## À noter
- Longueur du circuit : 1,5 miles
- Distance parcourue par les vainqueurs : 93 miles